# قفل زینتی
قفل زینتی (به هندی: Manichitrathazhu) فیلمی محصول سال ۱۹۹۳ است. در این فیلم بازیگرانی همچون موهن لال، سورش گوپی، ندومودی ونو، شوبانا، وینایا پراساد، ایننوسنت، سودهش، تایلاکان ایفای نقش کرده‌اند.